# مو الكسندر
مو الكسندر (بالإنجليزية: Mo Alexander)‏ هو كوميدي ارتجالي أمريكي، ولد في 7 نوفمبر 1970.